# Brasilianisch-kapverdische Beziehungen
Die brasilianisch-kapverdischen Beziehungen beschreiben das zwischenstaatliche Verhältnis zwischen Brasilien und Kap Verde. Sie unterhalten seit 1975 direkte diplomatische Beziehungen.
Die guten bilateralen Beziehungen wurzeln im gemeinsamen Ursprung der beiden Länder in der Entstehung des Portugiesischen Weltreichs, zu dem sie beide danach jahrhundertelang gehörten. Heute bestehen neben der historisch-kulturellen Verbundenheit insbesondere politisch Berührungspunkte, so als Gründungsmitglieder der Gemeinschaft der Portugiesischsprachigen Länder und als Mitglieder der Lateinischen Union, des afrikanisch-südamerikanischen Gipfels (Cúpula América do Sul - África) und der südatlantischen Friedens- und Kooperationszone (Zona de Paz e Cooperação do Atlântico Sul). Zu nennen sind auch Studienprogramme für kapverdische Studierende an brasilianischen Hochschulen, zudem nehmen kapverdische Militärs und Diplomaten auch an brasilianischen Aus- und Fortbildungsprogrammen teil.
Im religiösen Leben Kapverdes gewinnen seit einiger Zeit neben US-amerikanischen Kirchen wie den Mormonen und Pfingstkirchen auch zunehmend brasilianische evangelikale Freikirchen an Zulauf, gleichwohl weiterhin eine deutliche Mehrheit in beiden Ländern der römisch-katholischen Kirche folgt.

## Geschichte

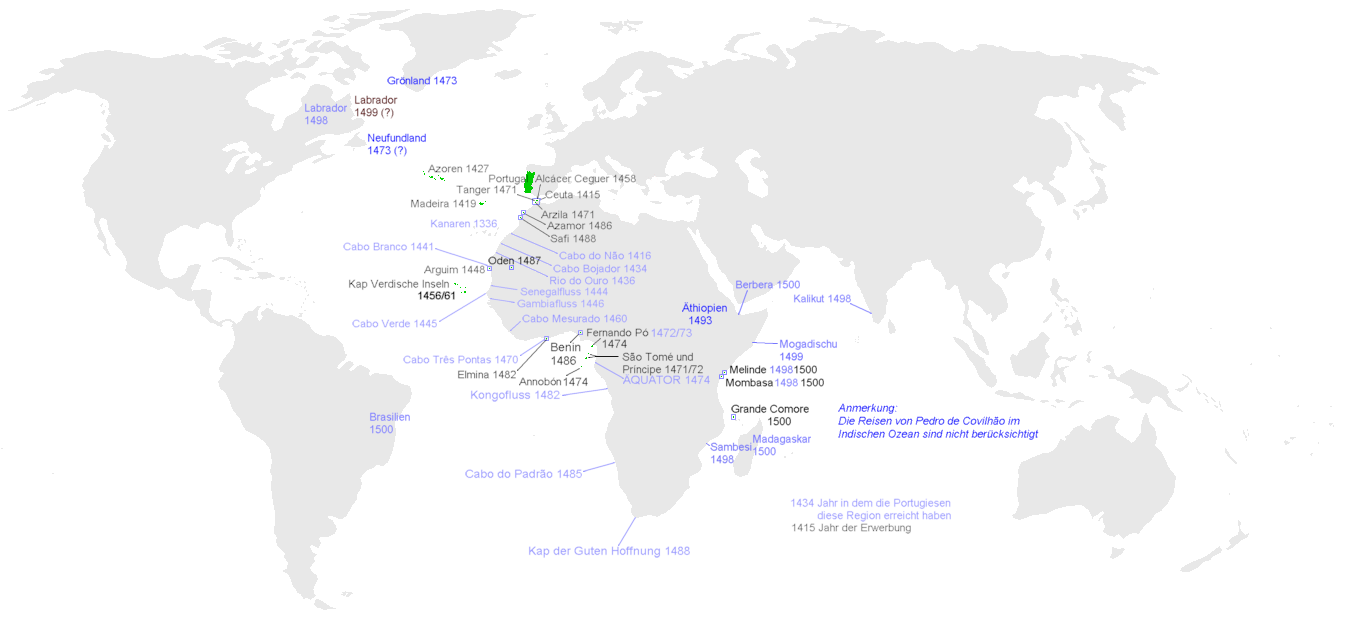
Portugiesische Besitzungen um das Jahr 1500

Portugiesische Seefahrer entdeckten die unbesiedelten Kapverdischen Inseln 1445 und nahmen sie ab 1456 für ihr später entstehendes Kolonialreich in Besitz. 1500 landete dann der portugiesische Entdecker Pedro Álvares Cabral erstmals im heutigen Brasilien, das bis dahin in Europa unbekannt war. Die Kapverdischen Inseln wurden danach eine bedeutende Zwischenstation im Atlantischen Sklavenhandel zwischen Westafrika und Brasilien. Auch nachdem Portugal als erstes Land bereits 1761 ein erstes eingeschränktes Verbot des Sklavenhandels beschloss, blieb der Sklavenhandel insbesondere in das seit 1822 unabhängige Kaiserreich Brasilien weiter üblich und kam erst nach weiteren Verboten der Kolonialmacht Portugal im 19. Jahrhundert zum Erliegen.
Nach der Nelkenrevolution 1974 und dem folgenden Ende der Portugiesischen Kolonialkriege entließ das nunmehr demokratische Portugal Kap Verde 1975 in die Unabhängigkeit. Brasilien nahm kurz danach diplomatische Beziehungen zur jungen Republik Kap Verde auf. 1977 folgte ein erstes Kooperationsabkommen, dem 1979 ein Freundschafts- und Kooperationsvertrag und ein Kulturabkommen folgten.
Als erstes brasilianisches Staatsoberhaupt besuchte João Baptista Figueiredo 1983 Kap Verde, 1985 kam der kapverdische Präsident Aristides Pereira zum Gegenbesuch nach Brasilien. 1986 besuchte Brasiliens Staatschef José Sarney Kap Verde zur Unterzeichnung eines Handelsabkommens.
Insbesondere unter Präsident Lula da Silva weitete Brasilien seine internationalen Kooperationen und diplomatischen Aktivitäten aus. Dazu gehörte die wirtschaftliche und politische, aber auch kulturelle Annäherung Brasiliens an die afrikanischen Länder portugiesischer Sprache. In dem Zuge kam es auch zu einer deutlichen Intensivierung der brasilianisch-kapverdischen Beziehungen, und Kap Verde wurde ein Schwerpunkt der brasilianischen Entwicklungszusammenarbeit. Es folgten eine Vielzahl gegenseitiger Staatsbesuche und einige weitere Vereinbarungen, zu nennen insbesondere das Luftfahrtsabkommen von 2016.

## Diplomatie
Kap Verde führt in Brasilien eine eigene Botschaft in der Hauptstadt Brasília. Daneben sind kapverdische Honorarkonsulate in Rio de Janeiro, Fortaleza, Recife, São Paulo und Vitória eingerichtet.
Brasilien unterhält in der kapverdischen Hauptstadt Praia eine Botschaft. Brasilianische Konsulate bestehen auf den kapverdischen Inseln nicht.

## Kultur

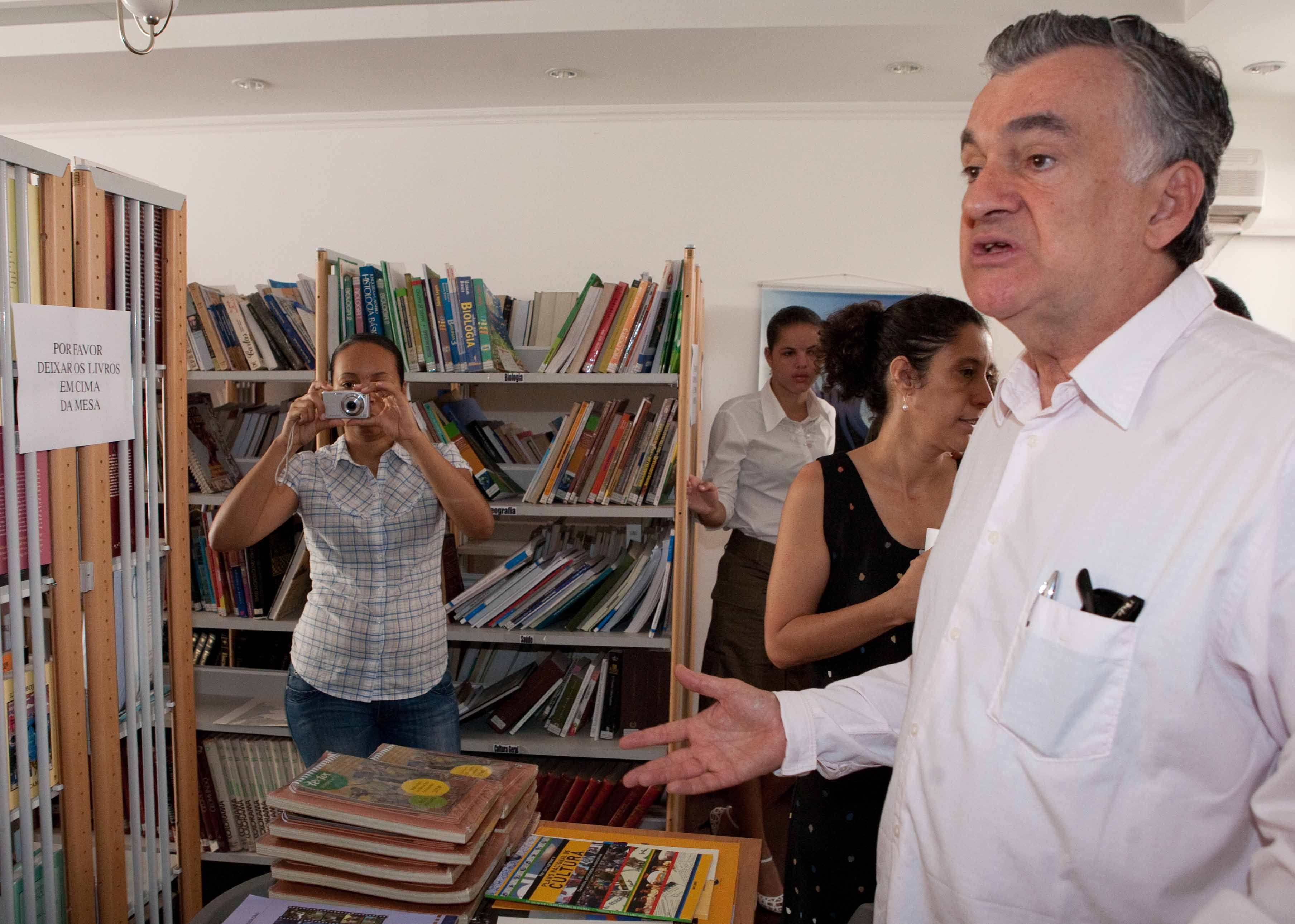
Brasiliens Kulturminister Juca Ferreira auf Besuch im Centro Cultural Brasil (seit 2022 Instituto Guimarães Rosa Cidade da Praia) in Praia, 2010

### Institutionen und Traditionen
Brasilien unterhält kulturelle Kooperationen und eigene Projekte in Kapverde, insbesondere die Casa Cultural Brasil in der Hauptstadt Praia, in dem das Kulturzentrum Centro Cultural Brasil Cabo Verde funktioniert. Sprachkurse, Filmzyklen, Bibliotheken und die erste Ludothek Kap Verdes gehören zu den wichtigsten Aktivitäten des brasilianischen Kulturzentrums. Seit 2022 heißen die brasilianischen Kulturzentren Instituto Guimarães Rosa, und die Niederlassung in Kap Verde Instituto Guimarães Rosa Cidade da Praia.
Im Karneval beider Länder lassen sich gegenseitige Einflüsse erkennen. In den letzten Jahren wies dabei der Straßenkarneval von Mindelo zunehmend brasilianische Einflüsse auf.

### Film und Fernsehen
Im Rahmen des wandernden portugiesischsprachigen FESTin-Filmfestivals werden Filme beider Länder auch im jeweils anderen Land gezeigt, online oder auch vor Ort, wobei brasilianische Produktionen das Programm dominieren.
Die brasilianische Regisseurin Eliza Capai drehte 2013 hier mit Tão longe é aqui einen Dokumentarfilm über die Reise einer Brasilianerin nach Afrika.
Einige brasilianische Fernsehsender sind in Kap Verde zu sehen, insbesondere Programme der Grupo Globo (TV Globo Internacional, Globo África, Globo On), die neben Nachrichtenmagazinen und Unterhaltungssendungen eine Vielzahl Telenovelas ausstrahlen. Auch RecordTV Cabo Verde, der kapverdische Ableger des brasilianischen Sendernetzwerks RecordTV, ist zu nennen.

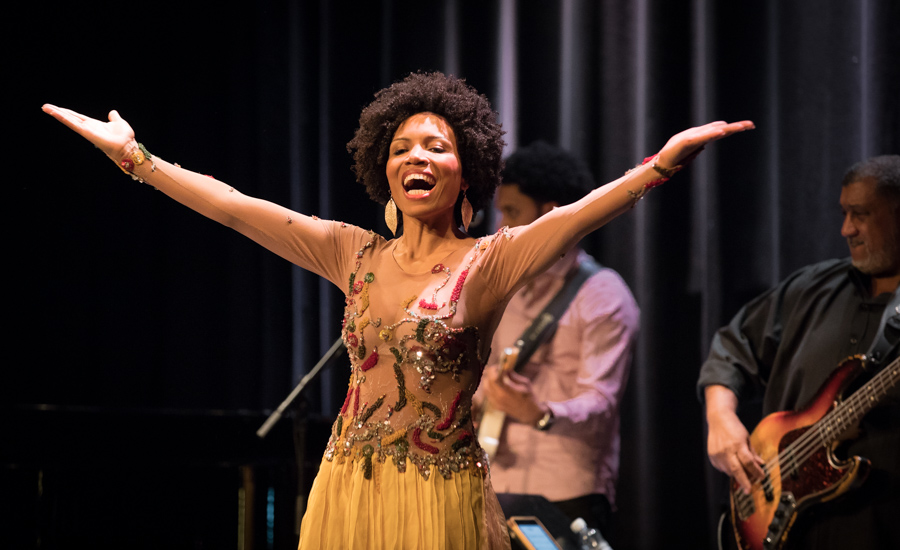
Die kapverdische Sängerin Lura 2017: auch sie arbeitete mehrfach mit Musikern aus Brasilien zusammen, wo sie zudem mehrmals tourte

### Musik
Die Musik der Kapverdischen Inseln und die Brasilianische Musik weisen dank einiger gemeinsamer Wurzeln Parallelen in Instrumentierung und Liedtraditionen auf, haben sich aber auch gegenseitig befruchtet. So ist das portugiesische Cavaquinho über Kap Verde nach Brasilien gekommen und hat in der traditionellen Musik beiden Ländern zentrale Bedeutung.
Immer wieder kommt es zu Kooperationen zwischen kapverdischen und brasilianischen Musikern. Als Beispiele können das Duett von Cesária Évora und Caetano Veloso auf Évoras Album São Vicente di longe (2001) oder die Zusammenarbeit der kapverdischen Sängerin Lura mit dem brasilianischen Perkussionisten Naná Vasconcelos auf Luras Album Herança (2015) dienen.
Auch Mayra Andrade nahm mehrfach in Brasilien auf, so einige Teile ihrer Alben Stória, stória... (2009) und Lovely Difficult (2013). Ihre zunehmende Bekanntheit dort, insbesondere seit dem Album Manga (2018), zeigt sich u. a. im Duett mit dem brasilianischen Rapper Tulio Dek 2018.

## Wirtschaft
Im Jahr 2015 exportierte Brasilien Waren im Wert von insgesamt 21,4 Mio. US-Dollar nach Kap Verde, davon 25,8 % Zucker, 23,7 % Getreide, 11,6 % Fleisch und 5,3 % Kaffee.
Im gleichen Zeitraum führte Kap Verde Waren im Gesamtwert von 31.000 US-Dollar nach Brasilien aus, überwiegend Maschinen und Geräte.